# Solaris (1972)
Solaris (Russisch: Солярис, Soljaris) is een Russische sciencefictionfilm uit 1972 geregisseerd door Andrej Tarkovski.

## Verhaal
In de verre toekomst hebben mensen een ruimtestation in een baan rond de planeet Solaris gebracht. Wanneer er op aarde twijfels ontstaan over de geestelijke toestand van de drie wetenschappers in het ruimtestation, wordt hoofdrolspeler Kris Kelvin (gespeeld door Donatas Banionis), een psycholoog, eropuit gestuurd om de situatie op het station te onderzoeken. 
Bij aankomst op het ruimtestation blijkt dat dit vervallen en slecht onderhouden is. Bovendien gedragen twee geleerden zich vreemd en afstandelijk. Er lijkt een buitenaardse intelligentie te leven in de oceaan van de planeet, want de wetenschappers vertellen van vreemde gebeurtenissen op de basis. Ze zeggen dat de oceaan in staat is hun wensen te vervullen. Kris ziet zelf ook mensen op de basis die er niet zouden moeten zijn, en hij hoort vreemde geluiden. Ook wordt duidelijk dat de derde wetenschapper zelfmoord heeft gepleegd.
Kris loopt vervolgens zijn overleden vrouw Hari (gespeeld door Natalya Bondarchuk) tegen het lijf, en het wordt duidelijk dat deze buitenaardse intelligentie niet mag worden onderschat. Uit ongeloof probeert hij haar eerst te vermoorden, maar dit mislukt. Aanvankelijk lijkt ze slechts een product van zijn herinneringen, maar ze wordt steeds 'echter' totdat ze niet meer van echt te onderscheiden is, hoewel ze geen herinneringen heeft aan de periode vóór haar ‘wederopstanding’. Kris hernieuwt zijn band met haar en begint haar als een echt persoon te behandelen.
De manifestaties lijken een manier van communiceren te zijn van de planeet, wellicht als reactie op een röntgenscan van de planeet die eerder plaatsvond. De “bezoekers” zijn gemaakt van neutrino's en zijn manifestaties van ingebeelde of echte personen uit de geest van de bewoners van de basis.
Aan het einde van de film lijkt Kris terug te keren naar de Aarde, terwijl het ook mogelijk is dat hij binnentreedt in een simulatie van de Aarde zoals die door Solaris wordt gecreëerd.

## Rolverdeling
| Acteur                | Personage           |
| --------------------- | ------------------- |
| Donatas Banionis      | Kris Kelvin         |
| Raimundas Banionis    | jonge Kelvin        |
| Natalya Bondarchuk    | Hari                |
| Jüri Järvet           | Dr. Snaut           |
| Vladislav Dvorzhetsky | Henri Burton        |
| Nikolai Grinko        | Kelvin's Father     |
| Olga Barnet           | Kelvin's moeder     |
| Anatoly Solonitsyn    | Dr. Sartorius       |
| Sos Sargsyan          | Dr. Gibarian        |
| Aleksandr Misharin    | Shanahan            |
| Bagrat Oganesyan      | Tarkhe              |
| Tamara Ogorodnikova   | Anna                |
| Tatyana Malykh        | Kelvin's nicht      |
| Vitalik Kerdimun      | Berton's zoon       |
| Yulian Semyonov       | voorzitter          |
| Olga Kizilova         | Dr. Gibarian's gast |
| Georgiy Teykh         | Professor Messenger |

## Achtergrond
Het originele boek Solaris van Stanislaw Lem maakt deel uit van een trilogie over communicatie (de gekozen metafoor is het contact
met buitenaardse entiteiten). De regisseur van de film neemt echter een pragmatische houding aan: thema's zijn de grenzen van het weten (met als subthema's afscheid en verlies van het bekende) en de werkelijkheid achter de werkelijkheid, de subjectiviteit van waarnemingen. In vergelijking met huidige films zijn de dialogen tamelijk 'droog', en is de film als geheel langdradig.
Sommigen karakteriseren Solaris als het antwoord op Kubricks 2001: A Space Odyssey.
Soderberghs remake van Solaris uit 2002 (Solaris (2002)) is een stuk korter: 99 minuten. Ondanks deze kortere lengte was de film geen succes – met George Clooney in de hoofdrol werd een sciencefiction actiefilm verwacht en niet een film in Soderberghs bedachtzame stijl op basis van Stanislaw Lems introspectieve boek.

## Vergelijking
Ook in de film Contact ontmoet een ruimtereiziger in het heelal een overleden familielid (haar vader).